# Lista de ribeiras dos Açores

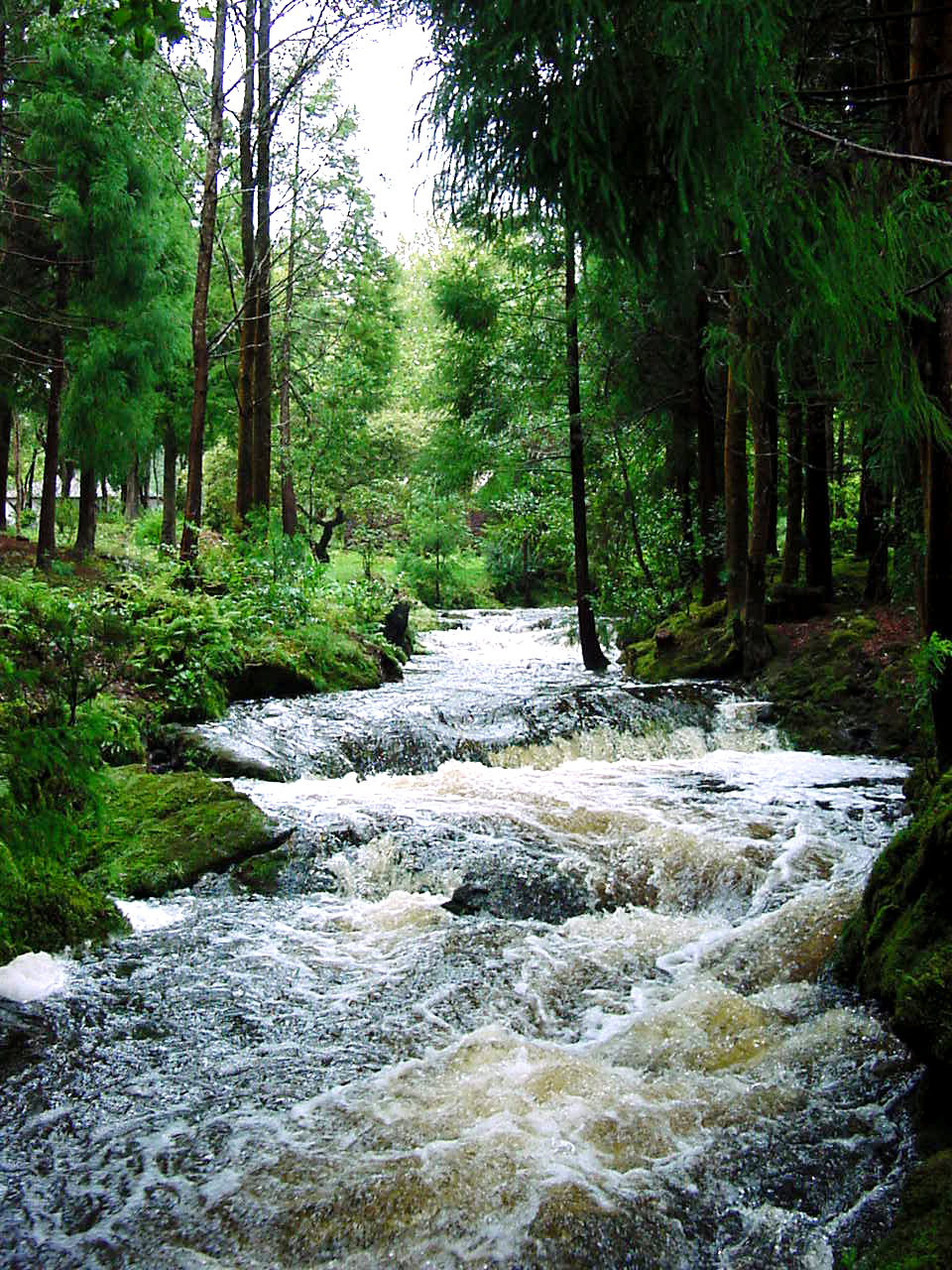
Ribeira de Trás, afluente da Ribeira Brava, ilha Terceira.

Esta é uma lista de ribeiras dos Açores, classificadas por localização

## Ilha do Corvo
- Ribeira da Lapa
- Ribeira do Poço da Água

## Ilha das Flores
- Ribeira das Lajes
- Ribeira Funda
- Ribeira Seca
- Ribeira da Cruz
- Ribeira do Meio
- Ribeira dos Algares
- Ribeira do Cabo
- Ribeira da Silva
- Ribeira do Cascalho
- Ribeira da Badanela
- Ribeira da Fazenda
- Ribeira da Funda
- Ribeira dos Ilhéus
- Ribeira das Casas
- Ribeira do Monte Gordo
- Ribeira do Mouco
- Ribeira do Moinho
- Ribeira do Mosteiro
- Ribeira Grande

## Ilha do Faial
- Ribeira da Conceição
- Ribeira da Fonte Nova
- Ribeira das Cabras
- Ribeira do Cerrado Novo
- Ribeira das Águas Claras
- Ribeira da Lombega
- Ribeira de Santa Catarina
- Ribeira Grande
- Ribeira da Granja
- Ribeira da Lapa
- Ribeira da Fonte Nova
- Ribeira do Adão
- Ribeirinha (Ribeirinha Horta)
- Ribeira do Rato
- Ribeira do Gato
- Ribeira do Cerrado
- Ribeira da Praia (Pedro Miguel)
- Ribeira dos Flamengos

## Ilha do Pico
- Grotão
- Grota da Laje
- Ribeira das Fetais
- Ribeira do Mariano
- Ribeira do Burro
- Ribeira da Lima
- Ribeira Nova
- Ribeira Grande
- Ribeira dos Biscoitos
- Ribeira Joanes
- Ribeira do Soldão
- Ribeira da Laje
- Ribeira da Burra
- Ribeira do Caminho da Pedra
- Ribeira das Cidreiras
- Ribeira dos Moinhos
- Ribeira de Santa Bárbara
- Ribeira das Velhas
- Ribeira das Mancilhas
- Ribeira Grande
- Ribeira da Terra Alta
- Ribeira Funda
- Ribeira da Faia
- Ribeira da Calheta
- Ribeira das Grotas
- Ribeira do Carvalhal
- Ribeira Nova (São Mateus)
- Ribeira Nova (Terra do Pão)
- Ribeira do Lajido
- Ribeira do Mistério
- Ribeira da Borda do Mistério
- Ribeira do Murrão
- Ribeira Grande
- Ribeira do Lajido
- Ribeira das Areias
- Ribeira do Espigão
- Ribeirinha
- Ribeira Seca
- Ribeira de Dentro
- Ribeira da Laje
- Ribeira da Calheta
- Ribeira da Prainha
- Ribeira das Cavacas
- Ribeira Nova (Santa Luzia)
- Ribeira da Prainha
- Ribeira do Vale da Fonte

## Ilha Terceira
- Duas Ribeiras
- Grota do Veiga
- Grota dos Folhadais
- Grota do Francisco Vieira
- Grota do Trancão
- Grota da Lagoa
- Ribeira do Borges
- Ribeira do Cabo do Raminho
- Ribeira das Nove
- Ribeira das Oito
- Ribeira das Sete
- Ribeira do Hospital
- Ribeira das Seis
- Ribeira de Manuel Vieira
- Ribeira da Luz
- Ribeira do Pamplona
- Ribeira dos Gatos
- Ribeira do Veiga
- Ribeira de Francisco Vieira
- Ribeira da Lapa
- Ribeira de Além
- Ribeira do Gato
- Ribeira das Doze
- Ribeirinha
- Ribeira das Catorze
- Ribeira do Vale do Azinhal
- Ribeira das Dez
- Ribeira das Onze
- Ribeira da Fonte do Almeida
- Ribeira do Urzal
- Ribeira do Silveira
- Ribeira da Agualva
- Ribeira Seca (curso de água)
- Ribeira de Outeiro Filipe
- Ribeira do Cabrito
- Ribeira do Mouro
- Ribeira de Trás
- Ribeira Brava
- Ribeira Grande
- Ribeira do Alfredo

## Ilha de São Miguel
- Ribeira do Guilherme
- Ribeira da Tosquiada
- Ribeira dos Caimbos
- Ribeira de João de Herodes
- Ribeira do Purgar
- Ribeira Despe-te que Suas
- Ribeira da Água
- Ribeira dos Lagos
- Ribeira dos Caldeirões
- Ribeira do Falhado
- Ribeira de Pelanes
- Ribeira do Faial da Terra
- Ribeira das Pombas
- Ribeira da Mulher
- Ribeira da Cafua
- Ribeira das Tainhas
- Ribeira da Vida
- Ribeira das Patas
- Ribeira Grande
- Ribeira do Teixeira
- Ribeira Grande
- Ribeira das Três Voltas
- Ribeira da Praia
- Grota das Pedras
- Ribeira das Barreiras

## Ilha de São Jorge
- Ribeirinha
- Ribeira de São João (Calheta)
- Ribeira dos Monteiros
- Ribeira de São Tomé
- Pernada da Ribeira de São Tomé
- Ribeira do Meio (Santo Antão)
- Ribeira da Vila
- Ribeira do Cedro
- Ribeira do Cavalete
- Ribeira do Sanguinhal
- Ribeira Seca
- Ribeira dos Gafanhotos
- Ribeira Funda (Ribeira Seca)
- Ribeira da Lapa
- Ribeira da Larga
- Ribeira do Jogo
- Ribeira do Guadalupe
- Ribeira da Cancela
- Ribeira da Casa Velha
- Ribeira da Fajã
- Ribeira da Ponta Furada
- Ribeira da Fonte Nova
- Ribeira de Santo António
- Ribeira das Queijadas
- Grotão do Cabo
- Ribeira do Almeida
- Ribeira da Manga
- Ribeira do Belo
- Ribeira da Água
- Ribeira do Nabo (Curso de água)

## Ilha de Santa Maria
- Ribeira de São Francisco
- Ribeira de Santo António
- Ribeira do Lemos
- Ribeira de Santana
- Ribeira Seca